# Hakea pycnoneura
Hakea pycnoneura är en tvåhjärtbladig växtart som beskrevs av Meissn.. Hakea pycnoneura ingår i släktet Hakea och familjen Proteaceae. Inga underarter finns listade i Catalogue of Life.